# Andrés Héctor Carvallo
Andrés Héctor Carvallo (castellà: Andrés Héctor Carvallo Acosta)  (Asunción, 8 de novembre de 1862 - Asunción, 16 d'agost de 1934) va ser un polític paraguaià, President del Paraguai a principi del segle xx (1902), així com un dels fundadors del Partit Colorado.